# Antiga sede da Fazenda Curralinho
A antiga sede da Fazenda Curralinho é uma construção histórica do século XVIII localizada no centro da cidade de Castro Alves, no estado da Bahia.

## Histórico

### Fundação
A fazenda Curralinho é o local de origem da cidade Castro Alves, antiga Vila de Nossa Senhora da Conceição do Curralinho. Sua fundação remete ao desmembramento da sesmaria do Aporá no início do século XVIII para o Sr. João Evangelista Tanajura que contratou o Capitão-mor Antonio Brandão Pereira Marinho Falcão para ocupar aquelas terras que antes pertenciam aos índios Sabujás e Cariris.
Antônio Brandão fundou a fazenda Curralinho às margens da Estrada das Boiadas com o intuito de servir como local de hospedagem para tropeiros vindos de Minas Gerais para Feira de Santana. Seu nome tem origem nos pequenos currais ali construídos para abrigar o gado das boiada. Apesar da sua origem mais antiga, sua sede remanescente só foi construída na década de 1820.

### Família de Castro Alves
A propriedade foi adquirida em meados do século XVIII, por João Antunes da Silva Castro e sua mulher Ana da Silva Castro, bisavós do poeta Castro Alves. O poeta nasceu na Fazenda Cabaceiras, terras que pertenciam a Vila de Curralinho na época.
Castro Alves chegou a visitar a Fazenda Curralinho várias vezes em sua vida, tendo escrito treze poemas na fazenda: "A Duas Flores", "O Hóspede", "Aves de Arribação", "A Uma Estrangeira", "Pelas Sombras", "Os Perfumes", "A Meu Irmão Guilherme de Castro Alves", "Coup D’Étrier", "Numa  Página", "Fé", "Esperança e Caridade", "Horas de Saudade", "A D. Joana" e "Fragmento".
No casarão, nasceu em 2 de abril 1847, o General Dionísio Evangelista de Castro Cerqueira, considerado herói da Guerra do Paraguai e conhecido pela sua participação no episódio chamado de Questão de Palmas.

### Atualidade
Atualmente, a construção abriga a Biblioteca Municipal Professora Isabel Mattos localizada na Praça Dionísio Cerqueira, no centro de Castro Alves.